# Protapirus
Protapirus is een geslacht van uitgestorven perissodactyle zoogdieren, behorend tot de Tapiridae. Hij leefde tussen het Boven-Eoceen en het Onder-Mioceen (ongeveer 38-20 miljoen jaar geleden) en zijn fossiele overblijfselen zijn gevonden in Europa, Noord-Amerika en Azië.

## Beschrijving
Dit dier was veel kleiner dan een huidige tapir (iets meer dan de helft van de grootte), maar het algemene uiterlijk leek op de huidige soorten. Er waren kleine hoektanden, zowel in de boven- als in de onderkaak, maar de buitenste bovenste snijtanden waren nog niet vergelijkbaar met hoektanden, zoals het geval is bij de huidige vormen van tapirs. De tanden van het wanggebied (premolaren en kiezen) waren zeer vergelijkbaar met die van de huidige tapirs, maar niet alle premolaren hadden de vorm en grootte van de kiezen aangenomen. In de schedel waren de neusbeenderen al begonnen in te korten en het is waarschijnlijk dat er een korte proboscis aanwezig was bij Protapirus (tenminste bij sommige soorten). Het postcraniale skelet, hoewel onvolmaakt bekend, vertoont een opvallende gelijkenis met dat van huidige tapirs, hoewel de botten veel kleiner en verhoudingsgewijs lichter waren. De hand had vier vingers en de eerste teen was verdwenen, terwijl de vijfde was verkleind (een toestand vergelijkbaar met die gevonden bij de Maleise tapir, Acrocodia indica) en had waarschijnlijk niet de functie om het gewicht te dragen (Colbert en Schoch, 1998).

## Classificatie
De eerste fossielen van dit dier werden ontdekt in de beroemde Franse Quercy-afzetting, die teruggaat tot de overgang van het Eoceen/Oligoceen, en werden aanvankelijk toegeschreven door Filhol aan het huidige geslacht Tapirus (T. priscus) in 1874. Drie jaar later richtte Filhol zelf het geslacht Protapirus op om deze overblijfselen te huisvesten. Momenteel wordt Protapirus beschouwd als een van de meest basale vormen van de Tapiridae-familie en het is mogelijk dat het voorouderlijk is voor tal van andere uitgestorven tapirvormen van Noord-Amerika en Eurazië.
Naast het Protapirus priscus-type zijn er ook talloze andere soorten beschreven die aan dit geslacht zijn toegeschreven: in Europa zijn P. bavaricus (midden-Boven-Oligoceen, typisch voor Duitsland en Zwitserland), P. aginensis (Boven-Oligoceen van Frankrijk) bekend, P. douvillei (Onder-Mioceen van Frankrijk en Zwitserland, voorheen bekend als Palaeotapirus) en P. cetinensis (Onder-Mioceen van Spanje). Het lijkt erop dat de laatstgenoemde soort nauw verwant was met P. aginensis en afkomstig kon zijn van P. bavaricus tijdens het Boven-Oligoceen, tijdens een fase van sporadische fauna-migratie tussen Frankrijk en het Iberisch schiereiland, wat ook blijkt uit de daaropvolgende aankomst in Spanje van de paardachtige Anchitherium (Costeur, 2009).
Talrijke fossielen toegeschreven aan het geslacht Protapirus zijn ook gevonden in Noord-Amerika: P. simplex, P. obliquidens en P. validus lijken al in het bovenste Eoceen op dit continent te zijn verschenen maar waren voor het einde van het Oligoceen uitgestorven. De soort P. robustus is opgenomen in het archaïsche geslacht Nexuotapirus. In Azië is P. gromovae uit het Oligoceen van Kazachstan bekend. Gerelateerd aan Protapirus zijn Colodon en Plesiocolopirus. De eerste in het bijzonder, kan een overgangsvorm zijn geweest naar de meer geavanceerde vormen van tapirs, vanwege enkele eigenaardigheden van de schedel op het niveau van de neusbeenderen die niet in Protapirus worden gevonden.